# لهجة هرسكية شرقية
اللهجة الهرسكية الشرقية حسب الإقليم وعدد المتكلمين. هي أساس اللهجة لجميع المعايير الأدبية الصربية الكرواتية الحديثة: البوسنية، الكرواتية، الصربية، والجبل الأسود (الأخيرة مُقنّنة جزئياً فقط)

## التصنيف
تنتشر هذه اللغة في مناطق واسعة من كرواتيا والبوسنة والهرسك وصربيا والجبل الأسود. ويتم التحدث بها أيضًا في أربع قرى في وايت كارنيولا، سلوفينيا (ميليشي، بوجانشي، ماريندول وباونوفيتش)، وسكانها هم من نسل أوسكوك. وهي تتألف من منطقتين كبيرتين مفصولتين إقليميًا:
- المنطقة الجنوبية الشرقية (شرق الهرسك، غرب الجبل الأسود، غرب صربيا، شرق البوسنة، بوسافينان بودرينجي[بحاجة إلى مصدر 1])
- المنطقة الشمالية الغربية (غرب وشمال غرب البوسنة، شمال دالماتيا مع غورسكي كوتار، شرائح أضيق من كرواتيا، وأجزاء من سلافونيا وبارانيا، وكارنيولا البيضاء، وشومباك)

كما يتضح من الخريطة، فإن المنطقة الجنوبية الشرقية متصلة مع بعضها من الناحية الإقليمية، في حين أن المنطقة الشمالية الغربية منفصله وتتخللها مناطق تتحدث بلهجات شتوكافيا الأخرى.
نظرًا لاستخدام هذه اللهجة في هذه المنطقة الشاسعة، فإن شرق هيرغوفينيان على اتصال بجميع لهجات الشتوكافيان الأخرى، باستثناء لهجات منطقة بريزرن-تيموك، وكذلك في الشمال الغربي لهجتين أخريين من جنوب غرب السلافية (الكرواتية): يُتكلم بها أيضًا في مناطق قليلة في مناطق تشاكافيان وكجكافي، وفي عدة نقاط اتصال تحدها اللهجات السلوفينية. على الحدود الشمالية مع هنغاريا، حيث يتحدث بها أيضًا في مناطق قليلة على طول الحدود بالقرب من نهر الدانوب، وكذلك في ضواحي بودابست.
في الجنوب، تغطي هذه اللهجة المنطقة الواقعة بين نهر نيريتفا ومدخل نهر دوبروفايكا، ومنطقة دوبروفنيك ودوبروفنيكان الساحلية، والنصف الشرقي من شبه جزيرة بيليساك، وجزيرة ملجيت، وكونافلي، ومنطقة هرتزوفينيان، على طول ساحل البحر الأدرياتيكي. إلى ريزنو في خليج كوتور. على أراضي مونتينيغرو الحديثة، تغطي الهرسك القديمة مع غراهوفو، شمال بليشيفيتشا، يوبا، لوكوفو، دروبنجاتشي، أوسكوسي، روفتشي، كولاشين وموراشا.
خلال الفترة المضطربة من الحرب البوسنية 1992-1995، التي تميزت بهجرة واسعة النطاق من السكان الأصليين، انتشرت لهجة هرتزغوين الشرقية بشكل كبير في منطقة البوسنة والهرسك. لكن خلال حرب الاستقلال الكرواتية 1991-1995، انخفض عدد المتحدثين بلهجة هرتزغوين الشرقية انخفاضًا كبيرًا، بعد رحلة نحو 300000 من الصرب الكرواتيين المتحدّثين بهذه اللهجة. في فترة ما بعد الحرب، ولمّا عاد اللاجئون إلى ديارهم، ازداد مرّة أخرى عدد المتحدثين في إقليم كرواتيا.